# Ушача
Ушача (блр. Ушача; рус. Ушача) белоруска је река и лева притока реке Западне Двине (део басена Балтичког мора). Протиче преко територија Докшичког, Ушачког и Полацког рејона Витепске области.
На њеним обалама се лежи варошица Ушачи. Позната је по бројним колонијама даброва и водомара.

## Физичке карактеристике
Река Ушача извире на територији Докшичког рејона, на око 3 km од језера Московица, а улива се у Западну Двину код града Наваполацка након 118 km тока. Тече преко територије Полацке низије одакле се ка њој одводњава око 1.150 km² површине. Око 3% корита је ујезерено. Просечан проток у зони ушћа је око 8 m³/s, док је просечан пад око 0,5 метара по километру тока.
Корито карактерише интензивније меандрирање. У горњем делу тока ширина корита је око 10 метара, у доњем до 40 метара. Речна долина је најизраженија при ушћу реке Аљзинке где достиже ширину и преко 1 km, у подручјима низводно у просеку између 300 и 400 метара. Обале су релативно стрме.